# Серен, Дарвин
Да́рвин Аде́льсо Сере́н Дельга́до (исп. Darwin Adelso Cerén Delgado; род. 31 декабря 1989, Кесальтепеке, Сальвадор) — сальвадорский футболист, полузащитник клуба «Агила» и сборной Сальвадора.

## Клубная карьера

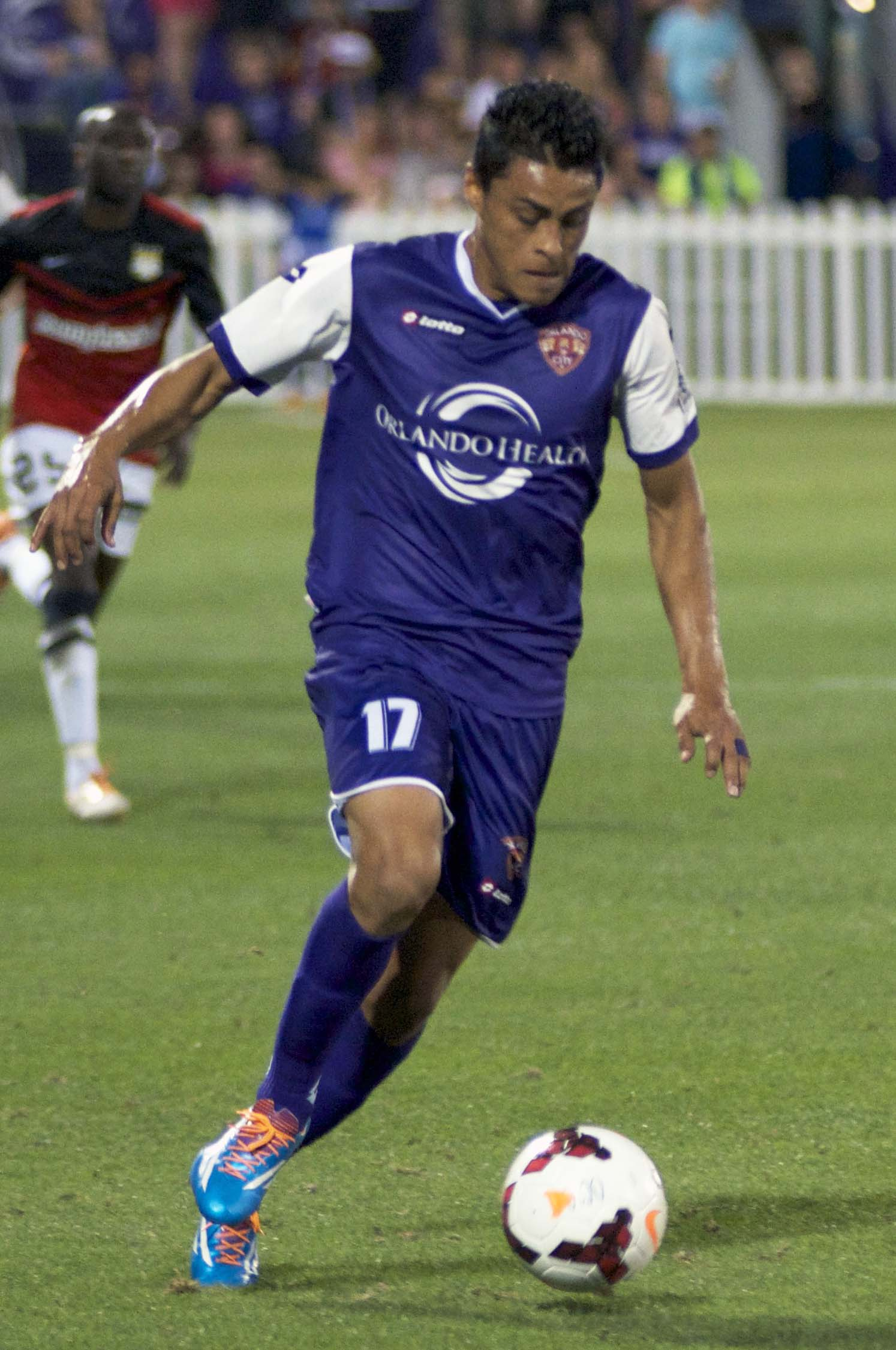
Серен в составе «Орландо Сити» (2014 год)

Серен начал свою карьеру в клубе «Хувентуд Индепендьенте», где выступал вместе со своим братом Оскаром. В 2011 году Дарвин помог команде выйти в сальвадорскую Примеру. 31 июля в матче против «Атлетико Марте» он дебютировал в элитном дивизионе. 29 августа 2012 года в поединке против «Санта-Теклы» Серен забил свой первый гол за «Хувентуд». Летом 2013 года Дарвином интересовался турецкий «Балыкесирспор», но сделка не состоялась.
В начале 2014 года Дарвин перебрался в США, в феврале заключив соглашение с клубом USL Pro «Орландо Сити» на сезон 2014 и с гарантированным местом в составе после вступления «Орландо Сити» в MLS в сезоне 2015. 23 марта в матче против «Чарлстон Бэттери» Серен дебютировал за новый клуб. 17 августа в поединке против «Харрисберг Сити Айлендерс» Дарвин сделал «дубль», забив свои первые голы за клуб. 28 января 2016 года «Орландо Сити» подписал с Сереном новый контракт по схеме «2+2».
3 августа 2016 года Серен был обменян в «Сан-Хосе Эртквейкс» на Матиаса Переса Гарсию. За «Квейкс» он дебютировал 5 августа в матче против «Нью-Йорк Сити», заменив Фатая Алаше на 82-й минуте.
19 января 2018 года Серен перешёл в «Хьюстон Динамо» за $175 тыс. в распределительных средствах. 3 марта в матче первого тура сезона 2018 против «Атланты Юнайтед» он вышел в стартовом составе и в компенсированное к первому тайму время забил гол, последний из четырёх безответных в ворота соперников. 20 декабря 2019 года Серен подписал новый контракт с «Хьюстон Динамо». По окончании сезона 2022 контракт Серена с «Хьюстон Динамо» истёк.
31 декабря 2022 года Серен вернулся играть на родину, подписав контракт с клубом «Агила».

## Международная карьера
24 мая 2012 года в товарищеском матче против сборной Новой Зеландии Серен дебютировал за сборную Сальвадора, заменив Хайме Аласа во втором тайме. 22 мая 2013 года в поединке против сборной Венесуэлы Дарвин забил свой первый мяч за национальную команду. В том же году в составе сборной Серен принял участие в розыгрыше Золотого кубка КОНКАКАФ. На турнире он принял участие в матчах против сборных США, Гондураса, Гаити и Тринидада и Тобаго.
В 2015 году в составе сборной Серен принял участие в розыгрыше Золотого кубка КОНКАКАФ. На турнире он сыграл в матчах против сборных Канады, Коста-Рики и Ямайки.
В 2017 году Дарвин в третий раз принял участие в розыгрыше Золотого кубка КОНКАКАФ. На турнире он сыграл в матчах против команд Ямайки, Мексики, США и Кюрасао.
Серен был включён в состав сборной Сальвадора на Золотой кубок КОНКАКАФ 2019.
Был включён в состав сборной на Золотой кубок КОНКАКАФ 2021.

### Голы за сборную Сальвадора
| #  | Дата            | Место                                            | Противник         | Результат | Счет | Соревнование                           |
| -- | --------------- | ------------------------------------------------ | ----------------- | --------- | ---- | -------------------------------------- |
| 1. | 22 мая 2013     | Метрополитано де Мерида, Мерида, Венесуэла       | Венесуэла         | 0:1       | 1:2  | Товарищеский матч                      |
| 2. | 16 июня 2015    | Кускатлан, Сан-Сальвадор, Сальвадор              | Сент-Китс и Невис | 1:0       | 4:1  | Чемпионат мира 2018 (квалификация)     |
| 3. | 7 сентября 2019 | Кускатлан, Сан-Сальвадор, Сальвадор              | Сент-Люсия        | 2:0       | 3:0  | Лига наций КОНКАКАФ 2019/2020 (Лига B) |
| 4. | 12 июня 2021    | Уорнер Парк, Бастер, Сент-Китс и Невис           | Сент-Китс и Невис | 0:4       | 0:4  | Чемпионат мира 2022 (квалификация)     |
| 5. | 30 января 2022  | Олимпико Метрополитано, Сан-Педро-Сула, Гондурас | Гондурас          | 0:2       | 0:2  | Чемпионат мира 2022 (квалификация)     |

## Достижения
Командные
 «Орландо Сити»
- Победитель регулярного чемпионата USL: 2014

 «Хьюстон Динамо»
- Обладатель Открытого кубка США: 2018

 «Агила»
- Чемпион Сальвадора: апертура 2023